# Ouled Said
Ouled Said (in caratteri arabi: أولاد السعيد) è una città dell'Algeria facente parte del distretto di Timimoun, nella provincia di Timimoun.